# تيري دولان
تيري دولان (بالإنجليزية: Terry Dolan)‏ (11 يونيو 1950 ببرادفورد في المملكة المتحدة - ) هو مدرب كرة قدم ولاعب كرة قدم بريطاني في مركز الوسط. لعب مع برادفورد سيتي ونادي روتشديل وهدرسفيلد تاون ونادي برادفورد بارك أفنيو.

## وصلات خارجية
- تيري دولان على موقع قاعدة بيانات كرة القدم.إي يو (الإنجليزية)
- تيري دولان على موقع Soccerbase.com (مدرب) (الإنجليزية)